# Радивонишки (Лидский район)
Радивонишки (бел. Радзіво́нішкі) — деревня в Лидском районе Гродненской области Беларуси. В составе Можейковского сельсовета.

## География
Пролегает дорога Н-6170.
Ближайшие населённые пункты Бильтовцы, Мосевичи и др.

## История

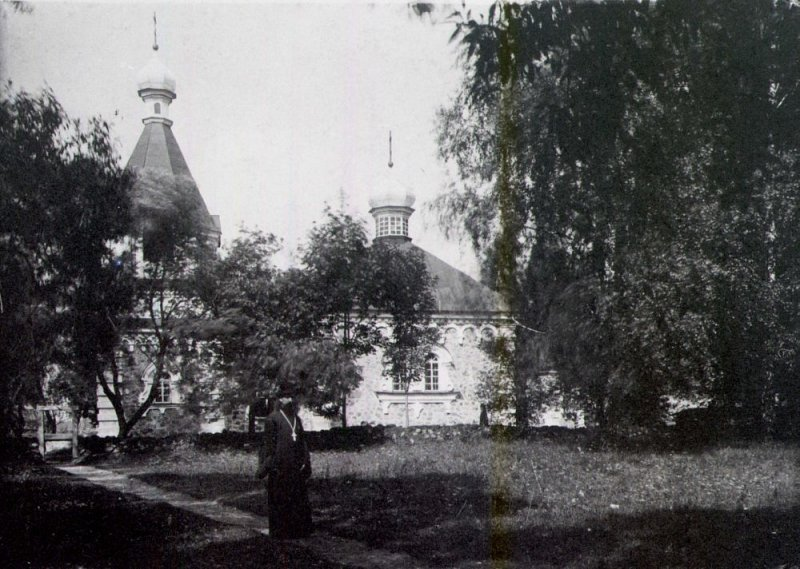

Известна с XVI века. Вероятно, первым упоминанием о Радивонишки, был межевой акт между имуществом Иеронима Ходкевича и имением Радивонишки Иоанна Камаевского, подписанный в Лебеде в 1554 году. В 1690 году Радивонишками (60 дымов) владела Барбара Халховская. Церковь Св. Анны была построена из дерева в 1696 году. В XVIII веке церковь действовала как униатская. Здесь в крипте был похоронен в 1807 году священник и ученый Казимир Нарбут.
После 3-го раздела Речи Посполитой (1795 г.) в составе Российской империи.
В первой половине XIX века владельцы различных фольварков Радивонишки быстро менялись. Но имение Радивонишки с деревнями Маньковцы и Цвербуты (1 200 десятин, 178 душ) Костялковских в 1839 году перешел к Нарцизу Журавскому, сыну Петра Журавского и Розы из Янковских, женатого с Саломеей из Кельчевских. В 1844 гду Нарциз Журавский имел уже только 89 крепостных крестьян. Жена Доминика — Роза Нарбут владела тогда 20 крепостными, а ее внук Николай, сын Юзефа — 16 крепостными. У Николая Нарбута в 1862 году родился сын Казимир — последний из этой ветви Нарбутов — владельцев Радивонишек.
В 1861 году село и имение в Тарновской волости Лидского уезда Виленской губернии.
В 1869 году, недалеко от бывшей греко-католической церкви Св. Анны, из бутового камня была построена новая, православная Свято-Успенская церковь.
С января 1919 года в составе БССР.
С 1921 года в составе Польши, в Тарновской гмине Лидского повета Новогрудского воеводства. С 1939 года в БССР, с декабря 1939 года в Барановичской области, с января 1940 года в Лидском районе.
В 1940—1978 годах центр Радивонишковского сельсовета.
С сентября 1944 года в Гродненской области. С мая 1978 года в Гостиловском, с 2002 года в Можейковском сельсоветах.

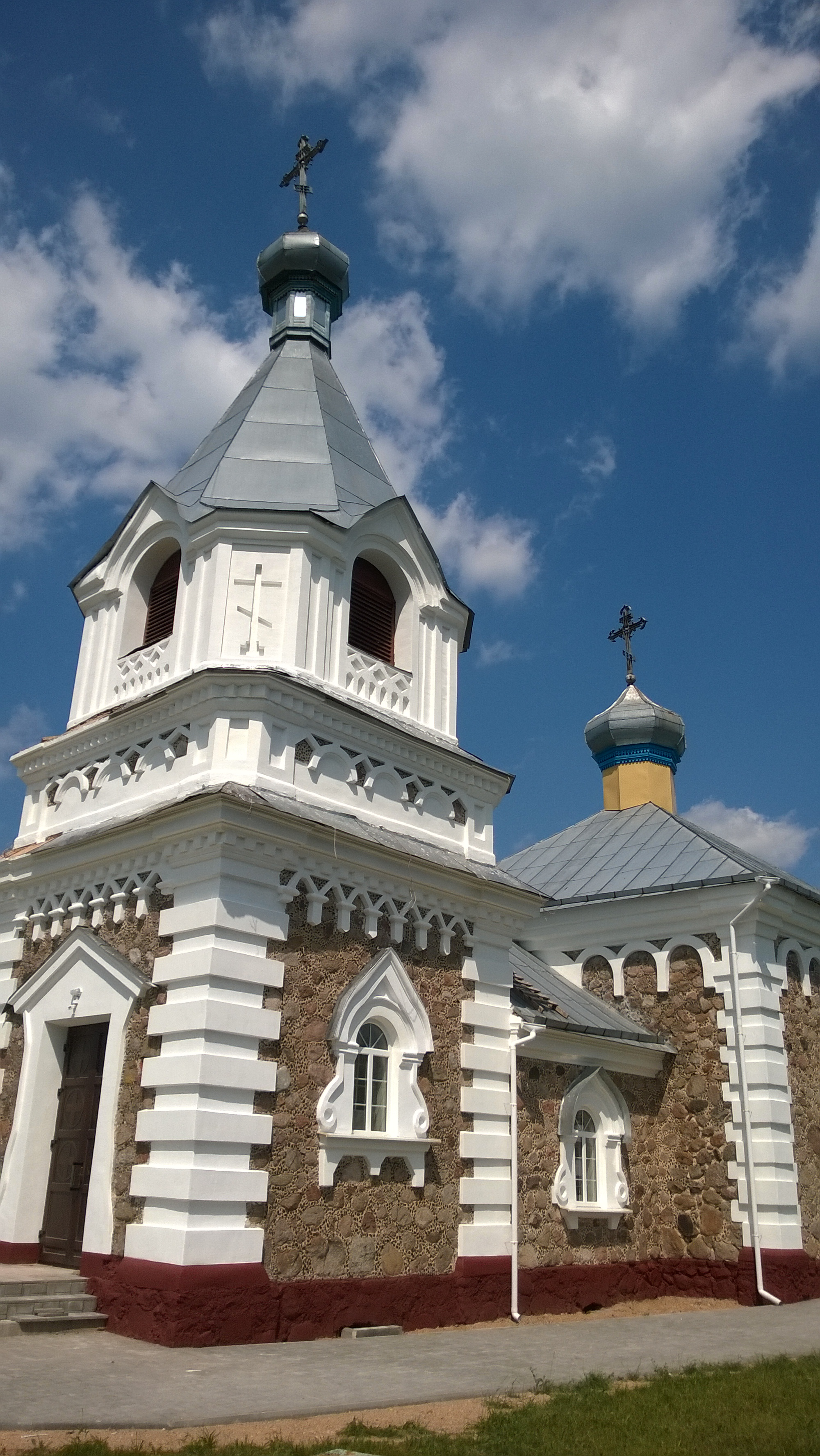
Свято-Успенская церковь

## Население

### Численность
- 2019 год — 165 жителей

### Динамика
- 1999 год — 256 жителей (перепись населения)
- 2009 год — 200 жителей (перепись населения)[6]
- 2019 год — 165 жителей (перепись населения)

## Улицы
- Гагарина
- Молодёжная
- Центральная

## Достопримечательность
- Свято-Успенская церковь (1865—1869)[7][8][9].